# Live at Last
Live at Last is het zesde muziekalbum van de fluitist Tim Weisberg. Het is het enige livealbum van deze artiest. Het is opgenomen in Hollywood, Doug Weston's Troubadour. Hollywood is de geboorteplaats van Weisberg. Het is het laatste album dat rechtstreeks via A&M Records werd uitgegeven en gedistribueerd; Naked Eyes werd later alleen door A&M gedistribueerd.

## Musici
- Tim Weisberg – dwarsfluit
- Todd Robinson – gitaar
- Doug Anderson – Fender basgitaar
- Lynn Blessing – keyboards, synthesizers, vibrafoon
- Ty Grimes –slagwerk
- Bobby Torres – percussie

## Composities
1. The good life (Weisberg, Blessing, Anderson, Johnson) (3:21)
2. Rainbow City (idem) (5:27)
3. Discovery (idem)(1:00)
4. Listen to the city (idem) (5:47)
5. Your smiling eyes (Weisberg, Blessing) (5:25) (eelpe omdraaien)
6. Do dah (Weisberg, Blessing, Anderson, Johnson)(6:12)
7. California Memories
  1. Sand castles (Robinson) (3:37)
  2. The king's highway (Blessing) (4:50
8. Castile (Weisberg, Blessing) (6:00)
9. The chase (Weisberg, Blessing, Anderson, Robinson) (4:00)